# Osiedle Podlesie
Osiedle Podlesie – osiedle administracyjne położone na terenie miasta Krakowa. Należy do jednej z osiemnastu dzielnic tego miasta - Dzielnicy XI Podgórze Duchackie. Podział ten (na 17 dzielnic i 1 jednostkę niższego rzędu) wprowadziła uchwała Nr XXI/143/91 Rady Miasta Krakowa z dnia 27 marca 1991 r. Jest to jedno z nieformalnie, tradycyjnie wydzielonych (z dzielnic) osiedli i jednostek urbanistycznych. 